# Jam
Ett jam är ett improviserat samspel av musiker utan färdiga arrangemang, vanligtvis inom jazz, blues och irländsk folkmusik. Ordet är en förkortning av engelskans jam session.
Termen kan i engelskan spåras tillbaka till 1920-talet. I svenskan dyker ordet upp i dagstidningar på 1940-talet då även verbet "att jamma" introduceras.

## Jam i kubansk musik
I kubansk musik förekommer jam i form av descarda, från spanska för "avlasta" och är en musikalisk tradition i Kuba för musik där musikerna ges möjlighet att improvisera och interagera, med arrangemangen förenklade till upprepad melodislinga och betoning på kontrabas och slagverk.